# Farid Bang
Farid Bang, pseudonimo di Farid El Abdellaoui (Melilla, 4 giugno 1986), è un rapper tedesco, di origine marocchina.

## Discografia
Album in studio
- 2008 – Asphalt Massaka
- 2010 – Asphalt Massaka 2
- 2011 – Banger leben kürzer
- 2012 – Der letzte Tag deines Lebens
- 2014 – Killa
- 2015 – Asphalt Massaka 3
- 2016 – Blut
- 2020 – Genkidama

Collaborazioni
- 2009 – Jung, brutal, gutaussehend (con Kollegah)
- 2013 – Jung, brutal, gutaussehend 2 (con Kollegah)
- 2017 – Jung, brutal, gutaussehend 3 (con Kollegah)

Singoli
- 2019 - President Rolly, in Gelida estate (di Gué Pequeno)

## Filmografia
- Fuck you, prof! 3 (Fack ju Göhte 3), regia di Bora Dağtekin (2017)